# Leptobatopsis nigrescens
Leptobatopsis nigrescens là một loài tò vò trong họ Ichneumonidae.